# نبرد قرقیسیا
نبرد قرقیسیا نبردی است که به باور مسلمانان در آینده روی خواهد داد که «مانند آن دیده نشده و نخواهد شد».
روایات اسلامی خبر از وقوع جنگ‌ها، فتنه‌ها و آشوب‌های گسترده و فراوان در آخرالزمان و در آستانه ظهور مهدی موعود می‌دهند؛ فتنه‌هایی که پی در پی می‌رسند و سرزمین‌های بسیاری را در بر می‌گیرند. این جنگ یکی از بزرگترین فرازهای زندگی سفیانی است که پس از سرکوب مخالفان هدفی جز حمله به عراق ندارد از این رو با سپاهی بزرگ به سمت عراق رهسپار می‌شود. در میانه راه در منطقه‌ای به نام قرقیسیا در شمال سوریه امروزی (محل کنونی شهر بصیره در شرق دیرالزور) میان او و سپاهی دیگر جنگی هولناک درمی‌گیرد.

## نبرد قرقیسیا در احادیث
روایت‌های اهل سنت به نبرد قرقیسیا اشاره کرده و از بزرگی و بی نظیر بودن این رویداد سخن گفته‌اند. پیامبر اسلام محمد بن عبدالله از این آشوب‌ها چنین یاد می‌کنند:
«فتنه‌ای به پا می‌شود و به دنبال آن فتنه‌ای دیگر برمی‌خیزد. فتنه اولی در مقایسه با دومی همانند تازیانه خوردن است در مقایسه با ضربات لبه تیز شمشیر! سپس فتنه‌ای پدید می‌آید که همه محرمات در آن حلال شمرده شود! آنگاه خلافت به بهترین مردم روی زمین می‌رسد، در حالی که او در خانه‌اش نشسته باشد.»
محمد باقر، از امامان شیعه، در روایتی خطاب به میسر ضمن پرسش از فاصله محل اقامت او تا قرقیسیا، به بزرگی و بی‌سابقه بودن نبردی که در این منطقه رخ خواهد داد اشاره کرده‌است:
«در این ناحیه واقعه‌ای رخ خواهد داد که مانند آن از زمانی که خداوند تبارک و تعالی، آسمان‌ها و زمین را آفریده اتفاق نیفتاده و تا زمانی هم که آسمان‌ها و زمین برپا هستند، مانند آن اتفاق نخواهد افتاد. سفره‌ای است که درندگان زمین و پرندگان آسمان از آن سیر می‌شوند.»

همچنین ابن ابی یعفور از محمد باقر نقل می‌کند:
«همانا واقعه‌ای برای فرزندان عباس و مروانی در قرقیسیا روی خواهد داد که پسر نوجوان در آن پیشامد پیر گردد و خداوند هر گونه یاری را از ایشان برگیرد و به پرندگان آسمان و درندگان زمین الهام کند که از گوشت تن ستمگران خود را سیر کنید. سپس سفیانی خروج خواهد کرد.»

ایشان در روایت دیگری به ارتباط نبرد قرقیسیا و خروج سفیانی می‌پردازد: 
«سپاهیان سفیانی از قرقیسیا عبور خواهند کرد و در آنجا به نبرد خواهند پرداخت، پس صد هزار نفر از ستمگران در آنجا به قتل خواهند رسید. آنگاه سفیانی سپاهی را به سوی کوفه روانه می‌سازد که تعداد آن‌ها به هفتاد هزار نفر می‌رسد.»
جعفر بن محمد الصادق، دیگر امام شیعیان امامیه، در روایتی گفته‌است: 
«همانا برای خداوند در قرقیسیا سفره‌ای است که سروش آسمانی از آن خبر می‌دهد؛ پس ندا می‌کند ای پرندگان آسمان و ای درندگان زمین! برای سیر گشتن از گوشت ستمکاران شتاب کنید.»

یکی از محققان معاصر نیز در کتاب خود به این حدیث اشاره کرده و ذیل آن می‌نویسد: 
«چنان‌که روایت اشاره می‌کند، عرصه نبرد، بیابان خشک و بی آب و گیاه است و آنها اجساد کشتگان خود را دفن نمی‌کنند یا توانایی این کار را ندارند، از این رو پرندگان آسمان و درندگان زمینی از گوشت لاشه‌های آنها شکم خود را سیر می‌کنند و اینکه سربازان کشته شده نیز ستمگرند؛ زیرا که آنها سربازان جباران و ستم پیشگان می‌باشند. یا اینکه در میان آنها شمار زیادی از افسران و فرماندهان ستمکار از دوطرف وجود دارد.»

منابع اهل سنت نیز به نقل روایاتی پرداخته‌اند که بیانگر شدت درگیری در قرقیسیا است؛ از جمله روایت زیر که ابن حماد آن را نقل می‌کند: 
«سفیانی با سپاهیان خود بر آنها غالب می‌شود و ترک و روم را در قرقیسیا به قتل می‌رساند تا اینکه درندگان زمین از گوشت آنها سیر می‌شوند.»

او در روایت دیگری از علی بن ابی‌طالب نقل می‌کند که:
«سفیانی بر شام غالب می‌شود، آنگاه در قرقیسیا نبردی بین آنها رخ می‌دهد، تا اینکه پرندگان آسمان و درندگان زمین از کشته‌های آنها سیر می‌شوند.»

## دلایل و زمینه‌های نبرد قرقیسیا
آنچنان که از روایات بر می‌آید نبرد قرقیسیا بر سر گنجی است که در ناحیه فرات پیدا می‌شود. ابن حماد به نقل از پیامبر از این گنج چنین گزارش می‌دهد: «فرات از کوهی از طلا و نقره پرده برمی‌دارد سپس بر سر آن جنگ می‌شود به طوری که از هر نه نفر، هفت نفر کشته می‌شود، پس اگر آن را درک کردید به آن نزدیک نشوید.»
در کتاب اللملاحم و الفتن از ابن کثیر نیز به نقل از پیامبر به پیدا شدن گنج اشاره شده‌است: «به زودی فرات از گنجی از طلا پرده برمی‌دارد، پس هر کس آن را یافت، نباید چیزی از آن بر گیرد.»
ابن حسام جونپوری نیز در کتاب البرهان به ماجرای کوه طلا در فرات اشاره دارد: «قیامت برپا نمی‌شود، مگر اینکه فرات کوهی از طلا را آشکار می‌سازد، مردم بر سر آن گنج به نبرد برمی‌خیزند و نه دهم آن‌ها کشته می‌شوند.»
نویسنده کتاب عصر ظهور در بحث از جنبش سفیانی چنین آورده‌است: «هدف اصلی سفیانی از جنگ عراق سلطه یافتن بر آن کشور و ایجاد مقاومت در برابر نیروهای ایرانی و زمینه‌سازان ظهور حضرت، که از مسیر عراق به سوی سوریه و قدس پیش می‌روند خواهد بود؛ ولی در راه عراق در اثر حادثه عجیبی جنگ قرقیسیا رخ می‌دهد و آن حادثه پیدا شدن گنجی در مجرای فرات یا نزدیک مجرای رود فرات است. به طوری که عده‌ای از مردم برای دست یافتن به آن، دست به تلاش می‌زنند و آتش جنگ بین آنها شعله‌ور می‌شود و بیش از ۱۰۰ هزار تن از آنها کشته می‌شوند و هیچ‌یک به پیروزی قطعی نمی‌رسند و به آن گنج دست نمی‌یابند. بلکه همگی از آن منصرف شده و به مسایل دیگر مشغول می‌شوند.»

## نیروهای درگیر در نبرد قرقیسیا
بنابر آنچه از روایات به دست می‌آید طرفین درگیر در نبرد قرقیسیا، ۴ دسته هستند:
- ترکها: آنها در منطقه بین‌النهرین نیرو پیاده کرده‌اند؛
- رومیان: آنها در سرزمین فلسطین نیرو پیاده کرده‌اند؛
- سفیانی: او همه سرزمین شام و اردن را در چنگ دارد؛
- عبدالله: او همپیمان رومیان در منطقه است؛
- قیس: فرمانده سرزمین مصر در آن روزگار؛
- فرزندان عباس در آخر زمان: یکی از نیروهای بزرگ در شرق خاورمیانه، عراق و غرب شام

در اینجا به برخی از روایاتی که در این زمینه وارد شده‌اند اشاره می‌کنیم:
غربیان (رومیان) به سوی مصر حرکت می‌کنند و ورود آنها به آن سرزمین نشانه آمدن سفیانی است. پیش از آن شخصی که دعوت می‌کند، قیام می‌کند و ترکها هم به حیره وارد می‌شوند و رومیان به سرزمین فلسطین وارد می‌شوند. عبدالله هم بر آنها پیشی گرفته تا این دو لشکر بر سر رود، در برابر هم بایستند. پس جنگ بزرگی رخ دهد و صاحب المغرب (هم پیمان رومیان) هم به راه می‌افتد. مردان را می‌کشند و زنان را در بند می‌کنند آنگاه به سوی قیش برگشته تا اینکه سفیانی وارد شهر حیره می‌شود… و هر آنچه که آنها گرداورده بودند را سفیانی در هم می‌شکند و پس از آن به سوی کوفه به راه می‌افتد.
سفیانی با سپاهش بر آنها پیروز می‌شود و ترکان و رومیان را در قرقیسیا می‌کشد.
در جایی دیگر آمده‌است: … پس در آن هنگام ترکان و رومیان اجتماع کرده و با یکدیگر به نبرد برمی‌خیزند و سه پرچم در شام برافراشته می‌شود، آنگاه سفیانی با آنها جنگ می‌کند تا در منطقه قرقیسیا به آنها می‌رسد.
در روایت دیگری چنین آمده‌است:
زمان وارد شدن سفیانی به کوفه بعد از نبرد او با ترکان و رومیان در قرقیسیا است.
در روایتی که عبدالله بن زبیر از علی بن ابی‌طالب نقل می‌کند نیز از حضور دو عبدالله و سپاه آنان در قرقیسیا سخن گفته شده‌است:
عبدالله به دنبال عبدالله برمی‌خیزد تا اینکه سپاهیان آنها در قرقیسیا در کنار نهر با یکدیگر رودرو می‌شوند.

نبرد قرقیسیا در ماه شوال و میان دو رخداد بزرگ روی می‌دهد:
- نخست خروج سفیانی
- دوم ظهور امام مهدی